# Gennaro Tessitore
Gennaro Tessitore (Napoli, 29 giugno 1982) è un cestista italiano.

## Carriera
Prodotto del vivaio di Scafati, dove gioca per due stagioni, una in Serie B, dove vince il campionato giocando tutti i playoff da titolare a soli 18 anni, ed una in Legadue dove esordisce con Marcello Perazzetti.
Successivamente disputa vari campionati in Serie B Dilettanti e Divisione Nazionale A con Patti, Livorno, Trani, San Giovanni Valdarno (dove sostituisce il partente Claudio Bonaccorsi), Matera, Trapani (dove è capitano granata per quattro stagioni) raggiungendo la finale dei play-off promozione nel 2008, Rieti, Potenza e Recanati.
Esordisce in Serie A nella stagione 2013-2014 con la maglia della Sutor Montegranaro allenata da Carlo Recalcati.
A seguito della non iscrizione di Montegranaro in serie A1, si trasferisce a Falconara in Serie C dove contribuisce alla promozione della squadra marchigiana in serie B.
Successivamente gioca ad Orzinuovi in Serie B raggiungendo sia le semifinali di Coppa Italia che di play-off promozione, a Teramo, Vigevano, Civitanova, Cerignola ed a Pozzuoli sempre in Serie B.
Nell'agosto del 2019 si trasferisce ad Ostuni in Serie C, rescindendo successivamente il contratto per trasferirsi in Sicilia a Capo d’Orlando in Serie B.

## Caratteristiche tecniche
Soprannominato "TexBomb" per l'ottimo tiro dalla distanza.
Un altro soprannome è “Tex”, prendendo spunto dal protagonista del famoso fumetto.
Tiratore eccellente dalla lunga distanza, sia dal palleggio che in uscita dai blocchi. Capace di giocare il pick and roll e mettere in ritmo i suoi compagni.

## Palmarès
Promozioni:
- 1999-2000 -  Scafati Basket

dalla Serie B d'Eccellenza alla Serie A2
- 2010-2011 -  Trapani Shark

dalla Serie A Dilettanti alla Legadue
- 2014-15 -  Falconara Basket

dalla Serie C Dil. alla Serie B Dil.